# Sachiko Yamashita
Sachiko Yamashita (jap. 山下 佐知子, Yamashita Sachiko; * 20. August 1964) ist eine ehemalige japanische Marathonläuferin.
Die in Tottori aufgewachsene Athletin wurde bei ihrem Debüt 1989 Vierte des Nagoya-Marathons in 2:34:59. Beim gleichen Rennen qualifizierte sie sich drei Jahre später durch einen Sieg in 2:31:02 für die Leichtathletik-Weltmeisterschaften 1991 in Tokio, bei der sie hinter Wanda Panfil (POL) und vor Katrin Dörre (GER) die Silbermedaille in ihrer persönlichen Bestzeit von 2:29:57 holte.
Beim Marathon der Olympischen Spiele 1992 in Barcelona belegte sie den vierten Platz in 2:36:26.